# 城野禎三
城野 禎三（きの ていぞう、1920年 (大正9年）5月15日 - 2011年 (平成23年）6月14日）は、日本の法学者。専門は、刑法・刑事訴訟法。 九州国際大学名誉教授。福岡県宗像郡出身。

## 経歴
- 1942年九州専門学校法政科卒業[1]。
- 1945年台北帝国大学文政学部政学科卒業[2]。
- 1946年戸畑専門学校社会体制研究所研究員。
- 1947年戸畑専門学校法政科助教授。
- 1948年同校教授。
- 1949年八幡専門学校教授。
- 1959年八幡大学法経学部助教授。
- 1964年同校教授。
- 1991年九州国際大学名誉教授。

官庁関係の学外委嘱の仕事も多く、大学では教務部長や学生部長を務め野球部などの顧問を引き受け体育系サークルの指導にも当たった。

## 所属学会
- 日本刑法学会
- 日本法哲学会
- 日本公法学会

## 学外活動
- 福岡県八幡労政事務所労働組合幹部研修講師
- 久留米大学商学部講師
- 同校医学部講師
- 法務省刑事局刑法改正研究会会員
- 大蔵省税関研修所講師
- 国鉄九州総局助役研修講師
- 九州六大学野球連盟理事長

## 論文
＜城野禎三